# Azerbaïdjan au Concours Eurovision de la chanson 2008
L'Azerbaïdjan a participé au Concours Eurovision de la chanson 2008 à Belgrade en Serbie. C'est la 1ère participation de l’Azerbaïdjan au Concours Eurovision de la chanson.
Le pays est représentés par le duo Elnur & Samir et la chanson Day After Day, sélectionnés via un jury et télévote organisée par le diffuseur azéri İTV.
L'Azerbaïdjan participe en 2008 pour son tout premier Concours Eurovision, après l'entrée de sa télévision publique au sein de l'Union européenne de radio-télévision (UER).

## Sélections
Mi-octobre 2007, l'Azerbaïdjan a reçu une lettre de confirmation lui permettant de participer pour la première fois au concours eurovision de la chanson. Rapidement, le directeur de l'Azerbaïdjan Public Television (iTV) Ismayil Omarov a réuni un panel de 40 chanteurs ou groupes potentiels tels que le groupe de pop Rast, Röya, Irada Ibrahimova, Ilhama Gasimova... ainsi qu'un jury de professionnels aguerris composé du ministre de la jeunesse et de la culture Azad Rahimov, le professeur Nargiz Pashayeva, le directeur de l'opéra académique d'Azerbaïdjan Akif Malikov, quelques compositeurs et la chanteuse Tarana Muradova.
La finale aura finalement lieu le 2 février 2008 et départagera les 3 finalistes à savoir Elnur Hüseynov, Aynur Isgandarli et l'Unformal.

## Finale
C'est finalement Elnur Hüseynov qui remporte la finale du 2 février 2008. Il représentera donc son pays à Belgrade pour sa première participation avec la chanson en anglais Day after day en duo avec Samir Javadzadeh.

## A l'Eurovision
Il finit 6e de la première demi-finale du 20 mai 2008 avec 96 points, et finit 8e de la finale du Concours Eurovision de la Chanson le 24 mai 2008 avec 132 points.
En demi-finale, le duo Elnur & Samir passeront en 7ème position, après le groupe Ishtar avec la chanson O Julissi pour la Belgique, et avant Rebeka Dremelj avec la chanson Vrag naj vzame pour la Slovénie.
En finale, le duo Elnur & Samir passeront en 20ème position, après Sébastien Tellier avec la chanson Divine pour la France, et avant Kalomira avec la chanson Secret Combination pour la Grèce.

## Carte postale
L'édition 2008, on retrouve l'écriture du duo Elnur & Samir, qui poste une lettre adressant a un fan. "Salam Natik, Biz atrafi dayrsdik. Biz paltarlari dayisdik. Biz manati dinara dayisdik. Biz gunduzu aksanna dayisdik. Biz o gadar dayisdik ki, san bizi tanimayacaqsan. Fazal va Rasid" en Français : "Salut Natik, nous étions là. Nous avons changé nos vêtements. Nous avons échangé des manats contre des dinars. Nous avions un accent pendant la journée. Nous étions si fatigués que vous ne nous connaissiez pas. Fazal et Rasid" Lettre du duo Elnur & Samir, lors de l'édition 2008.